# Attentat de 2023 à l'aéroport de Kaboul
L'attentat de 2023 à l'aéroport de Kaboul est survenu le 1er janvier 2023 lorsqu'un attentat à la bombe s'est produit à un poste de contrôle à l'extérieur de l'aéroport militaire de Kaboul, situé à environ 200 mètres de l'aéroport civil international de Kaboul, en Afghanistan. Plusieurs personnes ont été tuées et blessées,.

## Réactions
Le lendemain, le 2 janvier, l'État islamique a revendiqué la responsabilité de l'attentat à la bombe sur Telegram, déclarant avoir tué 20 personnes et blessé 30 autres. Le ministre de l'Intérieur (en) dirigé par les talibans a nié ces chiffres, affirmant qu'il communiquerait un bilan officiel.